# Алоапамский сапотекский язык
Алоапамский сапотекский язык (Aloápam Zapotec, Zapoteco de Aloápam) — сапотекский язык, на котором говорят в городах Сан-Исидро-Алоапам и Сан-Мигель-Алоапам штата Оахака в Мексике.
Алфавит: A a, A’a a’a, Aa aa, B b, C c, Ch ch, D d, Dh dh, E e, E’e e’e, Ee ee, G g, I i, I’i i’i, Ii ii, J j, L l, Lh lh, M m, N n, Nn nn, O o, O’o o’o, Oo oo, P p, Q q, R r, S s, T t, Ts ts, Tt tt, U u, U’u u’u, Uu uu, Ü ü, X x, Xx xx, Y y, Yy yy.